# Der goldene Käfig

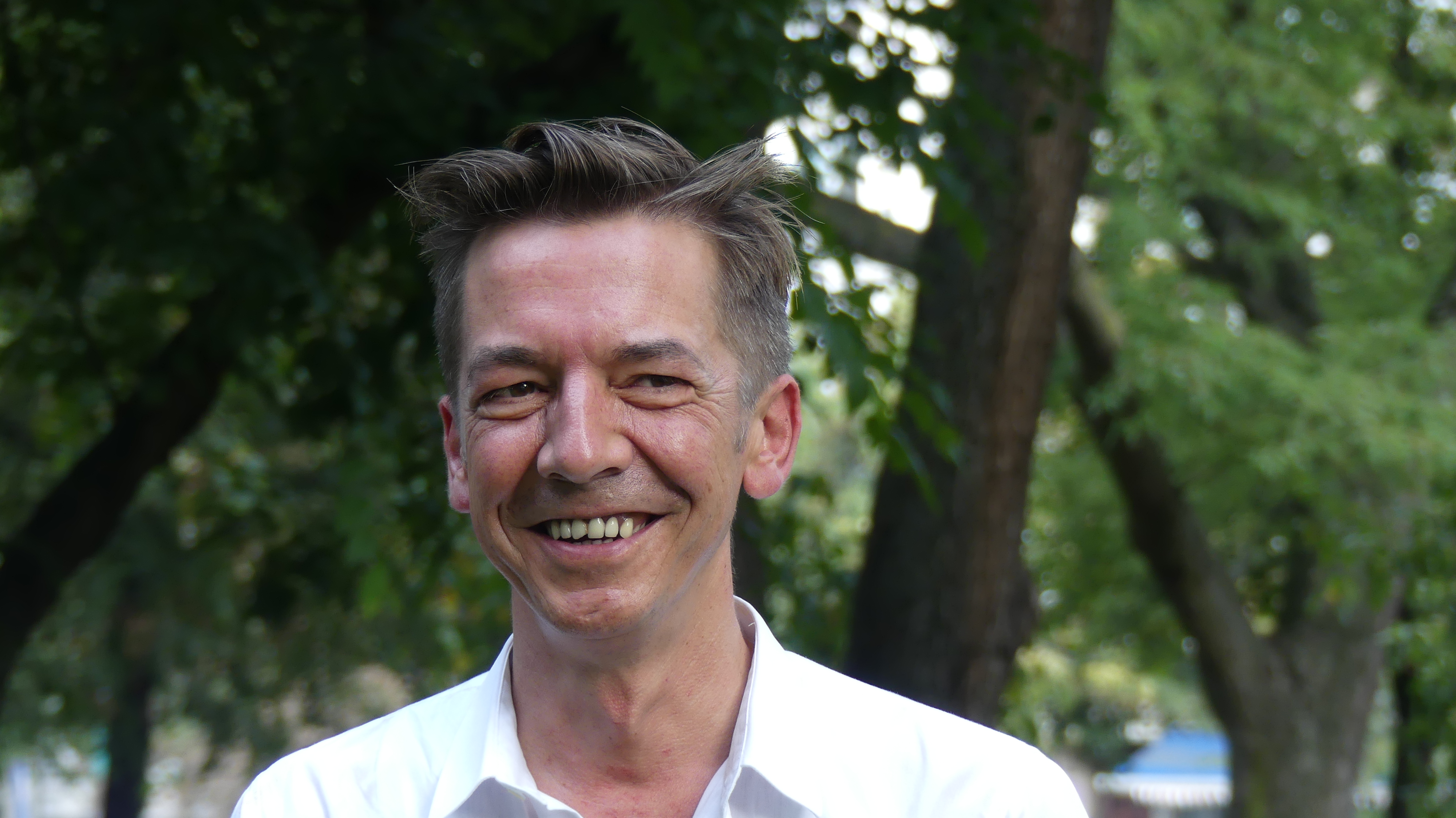
Carll Cneut (2016 beim Kinder- und Jugendprogramm des Internationalen Literaturfestivals Berlin)

Der goldene Käfig (Originaltitel: De gouden kooi) ist ein Bilderbuch der französischen Schriftstellerin Anna Castagnoli und des belgischen Illustrators Carll Cneut. Erzählt wird die Geschichte der verwöhnten Prinzessin Valentina, die die seltensten Vögel begehrt und dafür ihre Diener auf die Jagd schickt.
Der goldene Käfig wurde am 10. Oktober 2014 beim belgischen Verlag De Eenhoorn in niederländischer Sprache veröffentlicht und umfasst 48 Seiten. Die deutsche Übersetzung erschien am 1. September 2015 beim Bohem Press Verlag und umfasst ebenfalls 48 Seiten. Ulrike Schimming übersetzte das Buch aus dem Italienischen. Das Buch wurde bisher in den Niederlanden, Deutschland, Belgien und Italien publiziert. Es ist das 39. von Cneut illustrierte Buch.
Der goldene Käfig wurde mit dem Cutting Edge Award (März 2015) ausgezeichnet und für den Deutschen Jugendliteraturpreis 2016 nominiert. Im Feuilleton wurde es unter anderem als „rätselhaftes, schönes, ja zauberhaftes Bilderbuch, das man sofort wieder vorne aufschlägt, wenn man hinten angelangt ist“ (Sylvia Schwab, Deutschlandradio Kultur vom 12. Januar 2016) bezeichnet.

## Inhalt
In „Der goldene Käfig“ erzählt Anna Castagnoli die Geschichte von der verwöhnten Prinzessin Valentina, die 390 Paar Schuhe, 812 Hüte und 50 Schlangenledergürtel besitzt. Mehr als alles andere liebt Valentina jedoch exotische Vögel und so schickt sie ihre Diener los, um ihr die seltensten Exemplare zu bringen. Viele der begehrten Vögel hat Valentina jedoch nur erfunden und so lässt sie den Dienern, die mit leeren Händen zurückkehren, in ihrer Boshaftigkeit die Köpfe abhacken.
Eines Nachts träumt Valentina von einem sprechenden Vogel und befiehlt am nächsten Morgen allen ihren Dienern, ihr diesen Vogel zu bringen. Doch monatelang hat keiner von ihnen Erfolg und so rollen mehr und mehr Köpfe. Eines Tages jedoch verspricht ein Junge Valentina, dass er den sprechenden Vogel finden kann, wenn sie ihm nur verspricht Geduld zu haben. Als er schließlich nach elf langen Monaten mit einem Ei zurückkehrt und der Prinzessin erzählt, dass daraus der sprechende Vogel schlüpfen wird, hält sie ihr Versprechen und legt sich wartend zu dem Ei.

## Figuren

### Valentina
Valentina ist eine verwöhnte Prinzessin, die skurrile Hüte, Schuhe und Gürtel in Massen besitzt. Für sie ist es selbstverständlich, dass sie bekommt, was sie möchte. Wenn dies nicht passiert, wird sie grausam und unberechenbar. Sie liebt einzig und allein ihre Sammlung seltener Vögel und als ihr im Traum ein sprechender Vogel begegnet, der ihr Gesellschaft leistet und ihr nette Dinge sagt, erwacht sie am nächsten Morgen fröhlich und glücklich.

## Literarische Gattung und Stil
Der goldene Käfig kann den Genres Bilderbuch und Kinderbuch zugeordnet werden. Das Buch enthält außerdem märchenhafte Züge und ist geprägt durch die Illustrationen von Carll Cneut.

## Literarische Kritik
„Realität, Fantasie und Traum verschränken sich in den Bildern und dem klug aufgebauten Text. Dieses Buch ist ein beeindruckendes Gesamtkunstwerk.“

„Ein rätselhaftes, schönes, ja zauberhaftes Bilderbuch, das man sofort wieder vorne aufschlägt, wenn man hinten angelangt ist.“

## Nominierungen und Auszeichnungen
Der goldene Käfig erhielt verschiedene Auszeichnungen. Zu den wichtigsten gehört der Cutting Edge Award (März 2015). Das Buch wurde außerdem für den Deutschen Jugendliteraturpreis 2016 in der Kategorie Bilderbuch nominiert.

## Öffentliche Buchpräsentationen
Das Buch wurde beim Kinder- und Jugendprogramm des 16. Internationalen Literaturfestivals Berlin im September 2016 als  Deutschlandpremiere in Anwesenheit des Schriftstellers vorgestellt.